# لي جانغ سو
لي جانغ سو (5 أكتوبر 1956 في كوريا الجنوبية - ) هو مدرب كرة قدم ولاعب كرة قدم كوري جنوبي في مركز الدفاع. شارك مع منتخب كوريا الجنوبية لكرة القدم. أما مع النوادي، فقد لعب مع جيجو يونايتد ونادي بوسان أي بارك وجامعة يونسي ونادي سانغجو ‏.

## وصلات خارجية
- لي جانغ سو على موقع دوري كوريا الجنوبية (الإنجليزية)
- لي جانغ سو على موقع قاعدة بيانات كرة القدم.إي يو (الإنجليزية)
- لي جانغ سو على موقع ناشيونال فوتبول تيمز (الإنجليزية)
- لي جانغ سو على موقع Soccerway.com (الإنجليزية)